# Canthydrus gibberosus
Canthydrus gibberosus is een keversoort uit de familie diksprietwaterkevers (Noteridae). De wetenschappelijke naam van de soort werd in 1951 gepubliceerd door Félix Guignot.